# 伊藤善韶
伊藤 善韶（いとう ぜんしょう、享保15年8月24日（1730年10月5日） - 文化元年7月29日（1804年9月3日））は京都の儒学者（古義学（堀川学派）者）で、三河国挙母藩藩校崇化館の初代学頭。諱は善韶、通称は忠蔵、号は東所。一般的には伊藤東所で知られる。

## 親族関係
伊藤東涯の三男であり、古義堂4代の伊藤東里、越後長岡藩藩校崇徳館都講になった伊藤東岸や伊藤東邦の父にあたる。叔父に伊藤梅宇・伊藤介亭・伊藤竹里・伊藤蘭嵎。

## 経歴
享保15年（1730年）に出生。幼少で父と死別し、叔父の伊藤蘭嵎などから学び家学である古義学を修得し、古義学派3世となる。
2代目挙母藩藩主内藤学文は紀州藩主徳川宗将の四男で、紀州徳川家から内藤政苗の家督を継承した人物であるが、学文は紀州徳川家にいた頃から京都の善韶の下で学問を受け、傾倒していたために天明7年（1787年）に藩校崇化館を創設すると善韶は京都より崇化館の初代学頭として招かれた。善韶は学頭就任の所感を述べた「崇化館記」を記した。
挙母藩教学の基礎を築いた善韶は寛政2年（1790年）に京都の門弟で藩主の学文に推挙し、渋谷氏名跡を相続し挙母藩士となっていた渋谷義行に学頭の地位を譲り、藩主より150両を贈られて京都に帰る。寛政9年（1797年）に父の遺作『制度通』を公刊。
寛政10年（1798年）に越後長岡藩主牧野忠精が京都所司代に就任するが、忠精もまた善韶に学問を学び、後に善韶の子伊藤東岸を長岡藩に招聘した。文化元年（1804年）7月29日に死去。